# Битва при Сомосьєррі
Битва при Сомосьєррі — бій Наполеонівських воєн, що стався 30 листопада 1808 року, в період заняття Наполеоном Іспанії.

## Передісторія
У 1807 році Португалія порушила Континентальну систему Наполеона, у рамках якої на Британію було накладено економічне ембарго. Через це Наполеон потребував від іспанського короля, свого союзника, право на розміщення французьких гарнізонів і складів у найважливіших містах Іспанії. Це було не до вподоби іспанцям. Скориставшись моментом, Наполеон скинув монархію Бурбонів в Іспанії і посадив на стіл свого брата Жозефа Бонапарта, цим самим зробив Іспанію васалом Імперії.

## Повстання 1808 року
Проте, іспанці не довго терпіли ярмо французів й у 1808 році це невдоволення переросло у повстання. Жозеф покинув Мадрид. Незабаром до повстанців приєдналася іспанська армія. Дізнавшись про події в Іспанії, Наполеон вирішив негайно придушити повстання до того, як його вогонь пошириться всим Піренейским півостровом. Зібрав армію для походу і особисто очолив її. По дорозі до Мадрида здобув декілька незначних перемог та восени 1808 року повів ударну силу близько 40000 на Мадрид. Його армія наступала на столицю з півночі, при цьому дорога робила крутий поворот на високогірний перевал, де містилося невеличке поселення Сомосьєрра.
У цей же час іспанський генерал Беніто Сан-Хуан хотів виграти час до підходу британців, генерал зробив головну ставку на перевал біля Сомосьєрри, щоб тим самим потягнути час й хоч як-небудь захистити столицю. Наполеон рухався й діяв із притаманною йому швидкістю.
29 листопада 1808 року головні сили французів підійшли до вищевказаного перевалу. Іспанці перекрили дорогу, поставивши по 8 батарей, у кожній по дві гармати, з невеликим інтервалом для прикриття батарей ворог розмістив 9000 піхотинців. Наполеон віддав наказ генералу Франсуа Рюфену силами в одну дивізію очистити дорогу від супротивника. Рюфен повів солдатів прямо на батареї. Іспанці зустріли колишніх союзників гарматною «квасолею». Перший штурм закінчився невдало. Наступного ранку 1808 року французькі війська знов пішли на штурм.

## Вступ у битву поляків
Після серій переможних кампаній з 1805 до 1807 поляки загорілися надією визволення з-під ярма Росії, Пруссії та Австрії, тому одразу, як Наполеон вступив до Польщі, почався величезний потік добровольців у Велику армію на знак надання полякам фактичної незалежності у вигляді герцогство Варшавське. Так з'явився полк польських улан — chevau-leger lancier (шево-лежер лансьєр).
Тимчасом поки Наполеон роздивлявся позиції іспанців, гарматні ядра ворога падали біля нього. Полковник Іполіт де Піре отримав наказ від імператора розвідати обстановку біля перевалу. Повернувшись доповів, що перевал взяти неможливо. Почувши це Бонапарт виголосив: «Неможливо?! Я не знаю що означає це слово!» Потім він звернувся до начальника його особистого ескадрону польських улан Яна Козетульського зі словами: «Візьміть цю позицію на повному галопі».

## Початок атаки улан
Козетульський, нікого не чекаючи, під'їхав до свого ескадрону (150 чоловік) і вимовив: «Уперед, собачі діти! Імператор дивиться на вас!» У відповідь пройшло голосне: «Vive L'Empereur!»
Дружньою квасолею зустріли іспанці відважних поляків. Падали коні та вершники, ескадрон йшов та йшов до своєї мети. Ворог був здивований, коли один єдиний ескадрон безстрашно на повному галопі мчав до них. Захопивши першу батарею іспанців, улани побачили другу батарею, вони помчали до неї, але втративши більше половини чисельності зупинилися біля останніх 4 батарей. У цей час солдати Рюфена, натхненні шаленою атакою поляків, пішли на ворога в багнети. Перевал був узятий, і дорога на Мадрид лежала відкритою.

## Після битви
Наполеон роздивлявся за розвитком подій із підзорної труби. Побачивши штандарт французького триколора, який майорів на горі, він не гаючи часу поскакав по крутій доріжці до гори. Серед офіцерів був Луї-Александр Бертьє. Перед самою смертю прохрипів імператору: «Ось гармати, сір!» Наполеон особисто шукував серед мертвих тіл ще живих поляків. Серед них був Ян Козетульський. Імператор покликав лікаря, встав на коліно перед відважним поляком і зняв із себе орден Почесного легіону та прикріпив на Козетульського. Після цього Імператор встав і заявив, що поляки найхоробріші солдати в його армії.